# Jean Jacques de Montferrat
Jean Jacques de Montferrat (italien Giangiacomo del Monferrato) (né à Trino le 23 mars 1395 – mort à Casale Monferrato le 12 mars 1445) fut marquis de Montferrat de 1418 à 1445.

## Biographie

### Famille
Fils de Théodore II et de Jeanne de Bar (morte en 1402) fille du duc Robert Ier de Bar, avec le titre de marquis d'Aquasana, il gouverne conjointement le marquisat avec son père à partir de 1404. En 1412 Jean Jacques épouse Jeanne de Savoie (1392 – 1460), fille d'Amédée VII de Savoie et sœur d'Amédée VIII, qui lui donne une nombreuse progéniture.

### Règne
À la mort de son père  Théodore en 1418, Jean Jacques prend les rênes du  gouvernement, et il rend l'hommage à l'empereur Sisgismond de Luxemburg pour son fief du marquisat de Montferrat.
Le jeune marquis  d'illustre par de brillantes expéditions guerrières vers les Apennins au détriment de Gènes et du Milanais, il réussit à reconquérir Spigno Monferrato et il reçoit  des tribus de plusieurs seigneurs de la région. Il accroit encore son prestige lors de l'union en 1421 de sa sœur Sophie Paléologue avec l'avant dernier empereur byzantin Jean VIII Paléologue.
En 1425 le jeune marquis entre dans une vaste coalition contre Philippe Marie Visconti de Milan 
qui rassemble Florence la république de Venise le roi de Alphonse de Naples et le duc de Savoie. Ce dernier quitte rapidement l'alliance qui se délite, après l'union en 1428 de sa fille Marie avec le duc de Milan qui lui cède Verceil et des pourparlers de paix s'engagent.
En 1431 toujours en association avec Florence et la république de Venise il reprend le conflit avec Milan allié cette fois avec la Savoie. Toutefois la politique expansionniste de Jean Jacques et de son père avant lui avait généré la défiance du duché de Savoie et de Philippe Marie Visconti de Milan qui décident de prendre des mesures décisives contre le Montferrat. Philippe Marie Visconti envoie son général François Sforza conquérir la quasi-totalité du marquisat à l'exception de Casale Monferrato. Un traité de paix est signé entre les partis le 26 avril 1433 par l'entremise de la Maison d'Este et du Saluces mais le Montferrat  reste occupé par les Savoyards et Jean Jacques doit se réfugier à Venise.
Le marquis vaincu est contraint de signer une paix avantageuse pour la Savoie : par un traité signé à Turin en janvier 1435, garanti par l'évêque Aimone da Romagnano, il doit abandonner les territoires de la rive gauche du  Pô dont Brandizzo, Chivasso et Settimo en échange de son maintien à Monferrat. Amédée VIII se montre impitoyable avec son beau-frère qui doit désormais aussi se reconnaitre vassal du duché de Savoie pour les quelques domaines qu'il conserve. Amédée VIII lui réclame enfin le remboursement des frais de la guerre. Les velléités de rébellion de Jean Jacques provoquent l'assaut de Chivasso par les troupes savoyardes, qui fait de  céder le marquis à la pression du duché de Savoie dont il se reconnait de nouveau le vassal. Le prestige du marquisat de Montferrat disparait, la population est réduite à la famine. Après tant déconvenues, Jean Jacques s'éteint tristement à Casale Monferrato et il est inhumé dans le couvent des Cordeliers de la cité.

## Postérité
Par sa femme Jeanne de Savoie (1392-1460), fille posthume du comte Amédée VII (1360-1391) :
- Jean IV (1413-1464), son successeur en 1445 ;
- Sébastien Otto ;
- Amédéa (1418 – 1440), épouse en 1440 le roi de Chypre, Jean II de Lusignan ;
- Isabelle (1419 – 1475), épouse en 1436 Ludovic Ier, marquis de Saluces ;
- Guillaume VIII (1422-1483), successeur de son frère en 1464 ;
- Boniface III (1424-1494), successeur de son frère en 1483 ;
- Théodore Paléologue (1425 – 1484), cardinal et Protonotaire apostolique.

### Sources
- Anthony Stokvis, Manuel d'histoire, de généalogie et de chronologie de tous les États du globe, depuis les temps les plus reculés jusqu'à nos jours, préf. H. F. Wijnman, éditions Brill, Leyde 1890-1893, réédition 1966. Volume III, chapitre XII, § 10 « Montferrat » et tableau généalogique no 15 p. 730-731.